# Tchitrec d'Hélène
Hypothymis helenae
Espèce
Synonymes
- Cyanomyas helenae Steere, 1890

Statut de conservation UICN

 NT  : Quasi menacé
Le Tchitrec d'Hélène (Hypothymis helenae) est une espèce d'oiseaux de la famille des Monarchidae.
Cet oiseau porte le nom de la princesse légendaire Hélène de Troie.

## Répartition
Cet oiseau est endémique des Philippines.

## Taxinomie
Selon la classification de référence du Congrès ornithologique international (version 7.1, 2017) et Alan P. Peterson (15 janvier 2017) il existe trois sous-espèces :
- Hypothymis helenae agusanae Rand, 1970 — Dinagat, Siargao et Mindanao ;
- Hypothymis helenae helenae (Steere, 1890) — Luçon, Polillo, Catanduanes et Samar ;
- Hypothymis helenae personata (McGregor, 1907) — Camiguin.